# Prženice
Prženice su popularno jelo od hleba i jaja. Najčešće se služi za doručak. Ime ovog jela varira i na srpskome govornom području, ali i svetskom. U Banatu ih zovu kvašenice, u Bačkoj pofezne, moča ili bundaš kenjer (мађ.  — „pahuljasti hleb”), na jugu Srbije ribanjke ili kriške, u Sremu i Bačkoj zavijače i kvašenice, u Mačvi rutavci, u okolini Beograda topljanice, u Bosni pohovani hleb, a negde još i ciganski tost.
Poznato je pod različitim nazivima u mnogim zemljama širom sveta. U Engleskoj prženice su poznate pod imenom  (jajast hleb), u Španiji , u Francuskoj se javlja  (stari hleb), a u Severnoj Americi  (francuski tost).
U zemljama Evrope prženice se najčešće prave od starog hleba, jaja, malo mleka i soli. Zavisno od ukusa mogu se služiti slatke, sa šećerom ili džemom ili slane, sa sirom ili kiselom pavlakom.

## Poreklo
Poreklo recepta nije poznato, mada se određena verzija pojavljuje u rimskom kuvaru iz IV veka koji se često pripisuje Apicijusu. Tu se zapravo kaže da se bajat hleb potopi u mleko i proprži da bi se rešio problem bajatog ukusa. Još jedna varijacija se pojavljuje u Srednjem veku pod nazivom Pan Dulcis. Tu se hleb potopi u mleko, proprži u ulju, uvalja u med i posluži. Slične varijante ovog jela se pojavljuju u raznim srednjovekovnim državama.

## Recept
Hleb (obično se koristi stariji) iseći na kriške, u posudi izlupati jaja, posoliti i dodati malo mleka. Kriške hleba umakati u jaja i mleko, a zatim pržiti u ugrejanom ulju ili na puteru dok ne porumene sa obe strane.
Dodavanjem sitno iseckanog belog ili crnog luka u ulje doprinosi se ukusu slanih prženica, dok se za slatke prženice preporučuje dodavanje cimeta ili prah šećera u mleko.
U Srbiji prženice se često služe slane: sa puterom, pavlakom, kajmakom, jogurtom, sirom....
Mogu biti i slatke sa džemom, šećerom u prahu, čokoladom ili slatkim sirupom.

## Regionalne varijacije

#### Englesko govorno područje (Amerika, Engleska)
U Sjedinjenim Američkim Državama za pravljenje prženica neretko se koristi hleb karakterističan za pojedine regione ili etničke zajednice. U zapadnom i severozapadnom delu Amerike neki restorani ih pripremaju sa sourdough hlebom. U Njujorku, u okviru jevrejske zajednice, prženice se često prave uz pomoć peciva kao što su pletenice. U mnogim jevrejskim domaćinstvima tradicija je da se petkom uveče, početkom jevrejskog Sabata, na kraju večere sačuvaju ostaci nepojedenih pletenica i naprave prženice u nedelju ujutru.
U Kanadi, omiljeni preliv za prženice je javorov sirup. Punjene prženice predstavljaju dva parčeta istih punjenih sa bananama, jagodama ili nekim drugim voćem. Kao dodatak, možete ih posuti šećerom u prahu, puterom i javorovim sirupom.
U Engleskoj su poznate pod nazivima eggy bread ili „ciganski tost“, ponekad se služe sa kečapom. Poznati pseudonim za prženice je i “poor Knights of Windsor” (nama poznato kao “slatkiš siromašnog viteza” gde se misli na prženice sa džemom). U Škotskoj se služe sa seckanim kobasicama u vidu sendviča.
U Australiji i na Novom Zelandu prženice se služe za doručak ili desert, prave se tako što se hleb ili baget iseče na kriške, a zatim potopi u mešavinu jaja, šećera i začina. Ponekad se serviraju sa bananama i prženom slaninom, prelivene javorovim sirupom.

#### Azija
U Honkongu prženice se zovu xīduōshì, zapadni tost. Naročito su popularne za vreme doručka i kao desert uz popodnevni čaj u honkoškom stilu zapadnih restorana. Prave se prženjem nagomilanih kriški hleba, umočenim prethodno u umućeno jaje ili soju. Serviraju se sa kriškom maslaca na vrhu, prelivenim medom ili zlatnim sirupom.
U Indiji se češće koristi slani nego slatki recept za prženice. Jaje se umuti sa mlekom, solju, zelenom ljutom papričicom i iseckanim crnim lukom. Hleb se umače u ovu mešavinu, a zatim se prži na ulju ili maslacu. Uz ovo jelo se često koristi kečap.
U Šrilanci i Burmi, prženice se nazivaju Bombajskim tostom.

#### Evropa i Latinska Amerika
U Italiji se prženice sreću kao mozzarella in carrozza. Kod ovog recepta, kriška mocarele se stavi između dve kriške hleba, a zatim se sve to zajedno umače u jaja i posle peče. Mogu se posoliti, nisu slatke kao french toast. Obično se prelivaju sa paradajz sosom. Kao ukrasi, dodaju se peršun, narendan sir, koji prave, zajedno sa paradajz sosom, tri upadljive trake - zelenu, belu i crvenu, boje italijanske zastave.
U Češkoj Republici, prženice se nazivaju smaženka.
U Grčkoj se prženice nazivaju αυγόφετες (kriške u jajima). Prave se od kriški bajatog hleba, potopljenog u mleko ili vodu da omekša, umočenog u jaja i prženog na ulju. Kao dodaci, koriste se cimet, šećer, sir...
U Španiji se nazivaju torrijas, i obično se prave za vreme posta. Prave se od debelih kriški hleba potopljenih u mleko ili vino, a zatim u jaja, prženih a zatim umočenih u med ili cimet. U Kataloniji su poznate kao torradetes de Santa Teresa.
U Portugaliji ih zovu fatias douradas ili rabanadas, i obično se prave za vreme Božića. Prave se od kriški bajatog hleba potopljenog u mleko ili vodu da omekša, umočenih u umućena jaja a zatim pečenih na najmanjoj količini biljnog ulja, posutih šećerom ili cimetom i prelivenih sirupom od vode, šećera, štapića cimeta i limunove kore ili Port ili Madeira vinom. Najčešće se jedu za desert.
U Brazilu ih zovu rabanadas. Recept je kao i u Portugaliji. Češće se koriste kod proslava rođendana, kao i za Božić, Novu Godinu...
U Nemačkoj, prženice nazivaju Arme Ritter. Prave se od bajatog hleba kao brzo i jednostavno jelo. Služe se sa šećerom i cimetom, punjene džemom ili vanila sosom. Ponekad se omekšavaju sa vinom umesto sa mlekom - tada ih zovu Betrunkene Jungfrau.
U Holandiji i Belgiji ih zovu , a prave se od bajatog hleba sa jajima, mlekom i mešavinom šećera i cimeta, a zatim prže na maslacu. Obično se jedu za doručak ili za desert uz sladoled.
U Norveškoj i Danskoj ih zovu , a prave se sa mlekom i cimetom.
U bivšim jugoslovenskim zemljama se prave od krupnih krišaka hleba, a kao dodaci se koriste džem, sir...
U Rusiji ih zovu гренки. Prave se od belog hleba, umočenog u mleko i jaja, a zatim prženog na ulju u tiganju. Jedu se slane. Za recept se više znalo pre Ruske revolucije.
U Mađarskoj ih zovu Bundáskenyér, a služe se kao jelo za doručak. Hleb se umače u mešavinu mleka, umućenih jaja, soli i bibera pre prženja. Najčešće se služe sa lukom i paradajzom, majonezom ili kečapom.
U Bugarskoj ih zovu Пържени филийки. Služe se za doručak i omiljene su kod dece. Pripremaju se umakanjem bajatog hleba (beli hleb) u tanko testo od mleka, jogurta, jaja i malo brašna, a prže se na suncokretovom ulju dok obe strane prženica ne postanu zlatne. Kao dodatak koriste se med, šećer u prahu, beli Bugarski sir.

### 
U Francuskoj, Belgiji, Nju Orleansu, Akadijani, Njufaundlendu i Kongu, prženice se nazivaju pain perdu. Francuski tost je nazvan pain perdu što znači „izgubljeni hleb“, u bukvalnom prevodu sa francuskog. Tako se zove zato što je to način da se ponovo upotrebi bajati ili „izgubljeni“ hleb. Stvrdnuti hleb se omekša umakanjem u mešavinu mleka i jaja, a zatim se peče. Hleb se seče pod uglom, a zatim umočen u mešavinu jaja, mleka, šećera, cimeta i vanile. Kriške se prže u tiganju na maslacu i tradicionalno služe posute šećerom u prahu i džemom sa strane. Alternativno, mogu se preliti sirupom.
U Nju Orleansu, pein perdu je lokalna varijacija Francuskog tosta. Pravi se od bajatog francuskog hleba, ali na njuorleanski način. Hleb je sličan francuskom hlebu, ali ima krckaviju koru, a iznutra je svetliji. Pain perdu se jede za doručak u Nju Orleansu. U Francuskoj, pain perdu se jede za desert.

## Prženice u popularnoj kulturi

#### Kinematografija
U filmu Kramer protiv Kramera iz 1979. godine prženice su upotrebljene kao simbol skladnog porodičnog života, koji biva skrhan realnošću razvoda braka. U jednoj od scena filma, neposredno po iznenadnom odlasku supruge, Ted Kramer se po prvi put suočava sa svom odgovornošću koju podrazumeva podizanje malog deteta, u njegovom konkretnom slučaju sedmogodišnjeg sina Bilija. Naime, prvo jutro u odsustvu majke i supruge stavlja pred Teda prvi izazov, u kom Ted dramatično ne uspeva da ispuni jednostavnu želju svog sina – prženice za doručak.

## Literatura
- Claiborne, Craig (1985). Craig Claiborne's The New York Times Food Encyclopedia. New York: Times Books.  0-8129-1271-3.
- Farmer, Fannie (1918). The Boston Cooking-School Cook Book. Boston: Little, Brown and Co.
- Mariani, John F. (1999). The Encyclopedia of American Food and Drink. New York: Lebhar-Friedman.  0-86730-784-6.
- Redon, Odilie;  . (1998). The Medieval Kitchen: Recipes from France and Italy. Chicago: Univ. Chicago Press.  0-226-70684-2.

1. ↑  „Gypsy Toast Recipe - Thanksgiving.Food.com”. web.archive.org. 2014-11-29. Архивирано из оригинала 29. 11. 2014. г. Приступљено 2022-02-13.